# Kanton Friville-Escarbotin
Kanton Friville-Escarbotin (fr. Canton de Friville-Escarbotin) je francouzský kanton v departementu Somme v regionu Hauts-de-France. Skládá se z 24 obcí. Před reformou kantonů 2014 ho tvořilo 9 obcí.

## Obce kantonu
od roku 2015:
| - Allenay - Ault - Béthencourt-sur-Mer - Bourseville - Brutelles - Cayeux-sur-Mer - Fressenneville - Friaucourt - Friville-Escarbotin - Lanchères - Méneslies - Mers-les-Bains | - Nibas - Ochancourt - Oust-Marest - Pendé - Saint-Blimont - Saint-Quentin-la-Motte-Croix-au-Bailly - Tully - Valines - Vaudricourt - Woignarue - Woincourt - Yzengremer |

před rokem 2015:
- Bourseville
- Fressenneville
- Friville-Escarbotin
- Nibas
- Ochancourt
- Tully
- Valines
- Vaudricourt
- Woincourt